# سد اریگستاد
سد اریگستاد (به لاتین: Ohrigstad Dam) یک سد در آفریقای جنوبی است که در Ohrigstad, Mpumalanga واقع شده‌است.